# Croix de cimetière d'Imbleville
La croix de cimetière d'Imbleville est un monument situé à Imbleville, en Normandie.

## Localisation
La croix est située dans le cimetière du village.

## Historique
La croix est datée de 1510, elle est le produit du don du seigneur du lieu, Philippe de Dampierre. 
L'édifice est restauré au milieu des années 1870.
Le monument est inscrit comme monument historique depuis le 21 novembre 2006.

## Description
Le calvaire est en grès, son socle est octogonal et le fût est torsadé.
La croix comporte une inscription et un écusson portant les armoiries de la famille du donateur. Le sommet de la croix comporte une représentation du Christ d'un côté, de la Vierge de l'autre côté.

### Liens externes

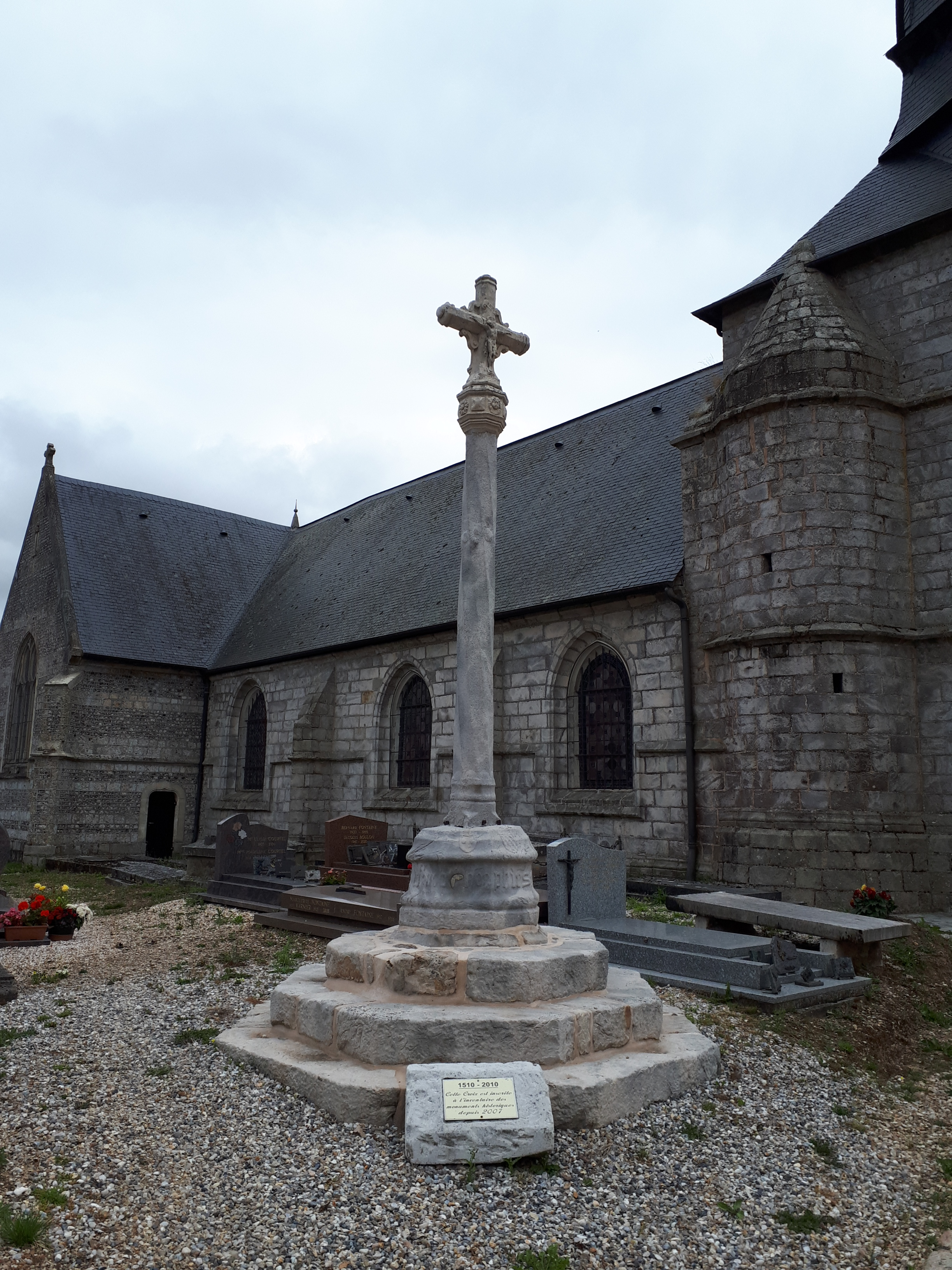